# Wurmbergwiese
Das Naturschutzgebiet Wurmbergwiese liegt im Landkreis Saalfeld-Rudolstadt in Thüringen. Das kleinste Naturschutzgebiet im Landkreis erstreckt sich östlich von Oberweißbach, einem Ortsteil der Stadt und Landgemeinde Schwarzatal. Westlich des Gebietes verläuft die Landesstraße L 1145, östlich erstreckt sich die Talsperre Leibis-Lichte mit einer Wasseroberfläche von 106,56 ha.

## Bedeutung
Das 6,4 ha große Gebiet mit der NSG-Nr. 116 wurde im Jahr 1967 unter Naturschutz gestellt. 